# Roxroy Cato
Roxroy Cato (né le 1er mai 1988) est un athlète jamaïcain, spécialiste du 400 mètres haies. 

## Biographie
Troisième des sélections olympiques jamaïcaines sur 400 mètres haies derrière Leford Green et Josef Robertson, et auteur d'un temps de 49 s 03 en mai 2012 (minima A fixé à 49 s 50), Roxroy Cato est qualifié pour les Jeux olympiques de 2012, où il termine 5e de sa série en 50 s 22.

### Palmarès
| Date | Compétition                                      | Lieu     | Résultat | Épreuve     | Performance   |
| ---- | ------------------------------------------------ | -------- | -------- | ----------- | ------------- |
| 2010 | Jeux d'Amérique centrale et des Caraïbes         | Mayagüez | 3e       | 400 m haies | 49 s 62       |
| 2010 | Jeux d'Amérique centrale et des Caraïbes         | Mayagüez | 1er      | 4 x 400 m   | 3 min 01 s 68 |
| 2011 | Championnats d'Amérique centrale et des Caraïbes | Mayagüez | 6e       | 400 m haies | 50 s 38       |
| 2015 | Jeux panaméricains                               | Toronto  | 3e       | 400 m haies | 48 s 72       |

### Records
| Épreuve          | Performance | Lieu   | Date        |
| ---------------- | ----------- | ------ | ----------- |
| 400 mètres haies | 48 s 42     | Guelph | 4 juin 2024 |